# Gouvernement Łomża
Het gouvernement Łomża (Russisch: Ломжская губерния, Pools: Gubernia łomżyńska) was een gouvernement (goebernija) van Congres-Polen met als hoofdstad Łomża.

## Geschiedenis
In 1867 werd het grondgebied van het gouvernement Augustów en dat van het gouvernement Płock verdeeld in een kleiner gouvernement Plock en de gouvernementen Suwałki en Łomża. In 1893 werd een klein deel van het gebied van het gouvernement Łomża overgedragen aan het gouvernement Warschau.

## Gouverneurs
- 1893-1895 Reinhold Roman von Essen (1836–1895)